# Caribes de Anzoátegui
Los Caribes de Anzoátegui es un equipo de béisbol perteneciente a la Liga Venezolana de Béisbol Profesional. Fundado en 1987 como Caribes de Oriente, disputa sus partidos en el Estadio Alfonso "Chico" Carrasquel de la ciudad de Puerto La Cruz - Estado Anzoátegui. Su creación viene dada luego de la segunda expansión de la LVBP en 1990, conjuntamente con los Petroleros de Cabimas. Han quedado campeones en cuatro oportunidades.

## Historia
La idea de crear un equipo de béisbol profesional para el estado Anzoátegui es de Jesús Márquez pero fallece antes de realizar la propuesta, por lo que en enero de 1987, la Dra. Gioconda de Márquez convoca a un grupo de personalidades de la región con la intención de dar calor al proyecto creado por su fallecido esposo. 
Bajo esta concepción se instituyó un comité promotor conformado por integrantes de las fuerzas vivas del estado, que entre otras actividades, tendría la misión de crear el ambiente propicio para solicitar a la Liga Venezolana de Béisbol Profesional una franquicia para Puerto La Cruz. De igual forma este comité motivó a distintos empresarios de la Ciudad Guayana para que conjuntamente se hiciera la solicitud formal de las dos franquicias.
Cabe destacar que no era la primera vez que Anzoátegui tenía una franquicia beisbolística, ya que entre 1955 y 1964 la franquicia original del equipo Magallanes, había cambiado de manos, y llegó al oriente del país, bajo los nombres de Indios de Oriente (posteriormente Estrellas Orientales).
A partir del año 1987, Caribes de Oriente inició un largo y difícil peregrinar por las diversas instituciones nacionales, estatales y municipales, con la finalidad de buscar el apoyo económico para la conclusión de las obras de remodelación del estadio Alfonso "Chico" Carrasquel, escogido como sede del equipo por sus características y ubicación, a la vez que llenaba el requisito de posibilidad de ampliación para albergar quince mil fanáticos, siete mil de ellos instalados en la tribuna, entre sillas y bancos. Otra dificultad adicional complicaba cada vez más la posibilidad de Caribes de Oriente de iniciarse como equipo de béisbol profesional y lograr su definitiva aprobación por parte de la liga, y ése era que no aparecía el equipo que hiciera pareja con la tribu oriental, ya que era necesario para la expansión de la liga una cifra par. En Ciudad Guayana declinaron sus aspiraciones a convertirse en sede por no mostrar interés en dicho proyecto de expansión. Debido a esto la organización Cocodrilos de Caracas exigía ser franquicia beisbolística para operar en la ciudad capital, situación que fue vetada por las normas del béisbol organizado de tener más de dos equipos en una misma ciudad; por lo tanto quedó eliminada esa posibilidad, y Curazao, que apareció como remota opción, representaba costos exagerados para los equipos.
En una convención de Mérida realizada en mayo de 1990 bajo la presidencia del Dr. Rafael Marcial Garmendia, se aprobó la expansión de la Liga Venezolana de Béisbol Profesional a ocho equipos, con la incorporación de Caribes de Oriente con sede en Puerto La Cruz y Petroleros de Cabimas con sede en la ciudad de Cabimas. Estos nuevos equipos iniciarían actividad a partir de la temporada 1991-92.
El 17 de octubre de 1991 hacen su debut en la liga al jugar frente a los Navegantes del Magallanes en el estadio José Bernardo Pérez de Valencia. No fue sino hasta dos días después cuando se inauguran como home club frente a los Tiburones de La Guaira. Sin embargo, su primera temporada fue para el olvido, pues terminaron en el sótano de la División Oriental con foja de 20 victorias y 40 derrotas. Su primer dirigente fue Rick Patterson, quien fue despedido y reemplazado por Don Cooper.
Entre sus actuaciones en la liga, destacan la de la temporada 1996-97, donde acceden por primera vez al round robin-semifinal de la mano de Pompeyo Davalillo tras un juego extra por el comodín frente a las Águilas del Zulia. Dejaron foja de 4 victorias por 12 reveses.
En la temporada 2003-2004, Caribes de Oriente alcanza su primera final, cayendo derrotado en 6 juegos por los Tigres de Aragua (quienes incidentalmente obtenían su cuarto gallardete y el primero luego de 27 años). En esta final participaron por Caribes jugadores de la talla de Magglio Ordoñez, Carlos Silva, Omar Infante, Robert Pérez, Eliézer Alfonzo, Luis González y Alberto Callaspo. En aquella oportunidad fueron dirigidos por el estadounidense Dave Machemer.
Para la temporada 2005-2006, Caribes de Oriente cambia su nombre a Caribes de Anzoategui, buscando llevar a los aficionados del estado Anzoátegui un sentido de pertenencia. Varias temporadas después, en la zafra 2008-2009, el equipo cambia sus colores, que eran verde y amarillo por un renovado azul marino y naranja. Cabe destacar que hasta la temporada 2000-2001 el uniforme era de colores blanco y negro, muy similar al de los Medias Blancas de Chicago. 
En la temporada 2010-2011, consiguen su primer título en la historia de la franquicia después de veinte años de su fundación, al derrotar a los Tigres de Aragua en un séptimo juego que se disputó en el estadio Alfonso "Chico" Carrasquel de la ciudad de Puerto La Cruz. El cual finalizó 8 carreras por 7, logrando así pasar a la Serie del Caribe en representación de Venezuela la cual se disputó en Mayagüez, Puerto Rico. El jugador más valioso de la final por parte de Caribes, fue Luis Jiménez (quien actuó en calidad de refuerzo proveniente de Cardenales de Lara y años más tarde sería oficialmente ficha de la franquicia), mientras que el mánager campeón fue el dominicano Julio Franco.
En la temporada 2014-2015, logran su segundo campeonato. Esta vez en 5 juegos, derrotando a los Navegantes del Magallanes en el estadio José Bernardo Pérez de Valencia; siendo así la primera vez que el equipo se corona como visitante.
En la temporada 2017-2018, alcanzan su tercera corona al derrotar en 6 compromisos a los Cardenales de Lara. El cotejo se disputó en el estadio Antonio Herrera Gutiérrez de Barquisimeto.
En la temporada 2020-21, luego de una grandiosa actuación donde terminaron de primeros en la División Central de la Ronda Eliminatoria, logran su cuarto título de la liga, al derrotar de manera imponente a los Cardenales de Lara en 4 compromisos, siendo ésta la primera barrida en una Serie Final desde la temporada 1992-1993. La nota a destacar fue el hecho de que este campeonato se llevó a cabo en el estadio José Pérez Colmenares de la ciudad de Maracay, situación atípica producto de la pandemia de COVID-19.

## Estadio

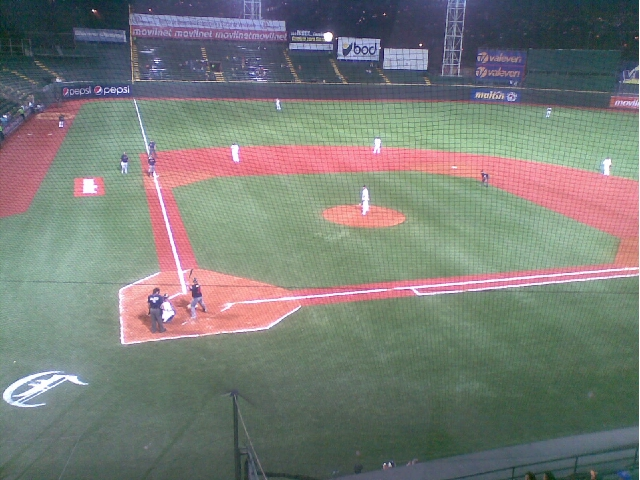
Vista del estadio Alfonso "Chico" Carrasquel.

El estadio Alfonso "Chico" Carrasquel, es un estadio de béisbol, ubicado en el oriente de Venezuela, específicamente en la ciudad de Puerto La Cruz, en el estado Anzoátegui. Es usado regularmente para la práctica de este deporte y sirve como sede del equipo. Posee una capacidad aproximada para 18.000 espectadores, y fue sometido a un proceso de remodelación que permitió que fuera abierto al público en el año de 1991. Posee todas las comodidades de un estadio moderno de su tipo, oficinas administrativas, sala de árbitros, sistema de riego de la grama, pizarra electrónica, área de servicios médicos, cabinas para la transmisión por televisión y radio, lavandería, gimnasio, etc. Debe su nombre al beisbolista Alfonso "Chico" Carrasquel, más conocido como Chico Carrasquel.
Es de acotar que el estadio fue construido en la década de 1950 bajo el nombre de Estadio Municipal y sirvió de sede al equipo Indios de Oriente, el cual sustituyó entre 1955 y 1963 a los Navegantes del Magallanes.

## Jugadores y cuerpo técnico

### Distinciones individuales
| Premio              | Ganador                                                               | Temporada                       |
| Jugador Más Valioso | - Magglio Ordóñez - Eliezer Alfonzo                                   | - 96-97 - 07-08                 |
| Pitcher del Año     | - Álex Herrera - Andrew Baldwin - Renyel Pinto - José Álvarez         | - 07-08 - 10-11 - 11-12 - 14-15 |
| Novato del Año      |                                                                       |                                 |
| Regreso del Año     | - Pedro José Chávez - José F. Malavé - Álex Herrera - José Castillo   | - 92-93 - 00-01 - 05-06 - 12-13 |
| Productor del Año   | - Scott Cepicky - Magglio Ordóñez - Eliezer Alfonzo                   | - 92-93 - 97-98 - 07-08         |
| Cerrador del Año    | - Álex Herrera - Elio Serrano - Jon Hunton                            | - 01-02 - 03-04 - 11-12         |
| Setup del Año       | - Jean Carlos Toledo                                                  | - 12-13                         |
| Mánager del Año     | - Marcos Davalillo - Alfredo Pedrique - Alfredo Pedrique - Omar López | - 07-08 - 12-13 - 13-14 - 14-15 |

## Números retirados
| Pompeyo Davalillo SS Retirado 20 de noviembre de 2013 | Luis Aparicio SS Retirado por toda la LVBP 1984 | 14 José Castillo LF Retirado post mortem 2018 | Alfonso Carrasquel SS Retirado 2005 | Antonio Armas OF Retirado 1991 | Magglio Ordóñez OF Retirado 17 de enero de 2013 | 50 Eliézer Alfonzo C Retirado 2019 |

## Palmarés
- Liga Venezolana de Béisbol Profesional: 
  - Campeón (4): 2010-11, 2014-15, 2017-18, 2020-21.
  - Subcampeón (4): 2003-04, 2013-14, 2019-20, 2021-22.